# Klaus Helkama
Klaus Eeronpoika Helkama, född 13 januari 1945 i Stockholm, är en finländsk socialpsykolog.
Helkama blev politices doktor 1982. Han blev 1982 docent i socialpsykologi vid Helsingfors universitet och 1989 professor i ämnet. Han har granskat socialisation och social utveckling från olika synvinklar och främjat den empiriska värdeforskningen.  År 2002 utnämndes han till ledamot av Finska Vetenskapsakademien.